# تحت القرية (الرضمة)

تعديل مصدري - تعديل

تحت القرية محلة تابعة لقرية الموضع، التابعة لعزلة بني قيس بمديرية الرضمة إحدى مديريات محافظة إب في الجمهورية اليمنية.، بلغ تعداد سكانها 60 حسب تعداد اليمن لعام 2004.